# SovRom
Les SovRoms (pluriel de SovRom) étaient des entreprises établies en Roumanie à la suite de la prise de pouvoir communiste à la fin de la Seconde Guerre mondiale, en place jusqu'en 1954-1956 (date à laquelle elles furent dissoutes par les autorités roumaines).
En théorie, les SovRoms étaient des entreprises conjointes roumano-soviétiques visant à générer des revenus pour la reconstruction du pays. Elles ont été créées sur une base bi-nationale; cependant elles ont principalement assuré des ressources pour la partie soviétique, et ont généralement contribué à épuiser les ressources de la Roumanie (en plus des réparations de guerre exigées par la convention d'armistice de 1944 et les traités de paix de Paris, qui avaient été fixées à 300 millions de dollars américains — voir Histoire de la Roumanie pendant la Seconde Guerre mondiale). La contribution soviétique à la création des SovRoms consistait principalement dans la revente d'équipements allemands restants à la Roumanie, qui étaient systématiquement surévalués.

## Histoire

### Création, structure et effets

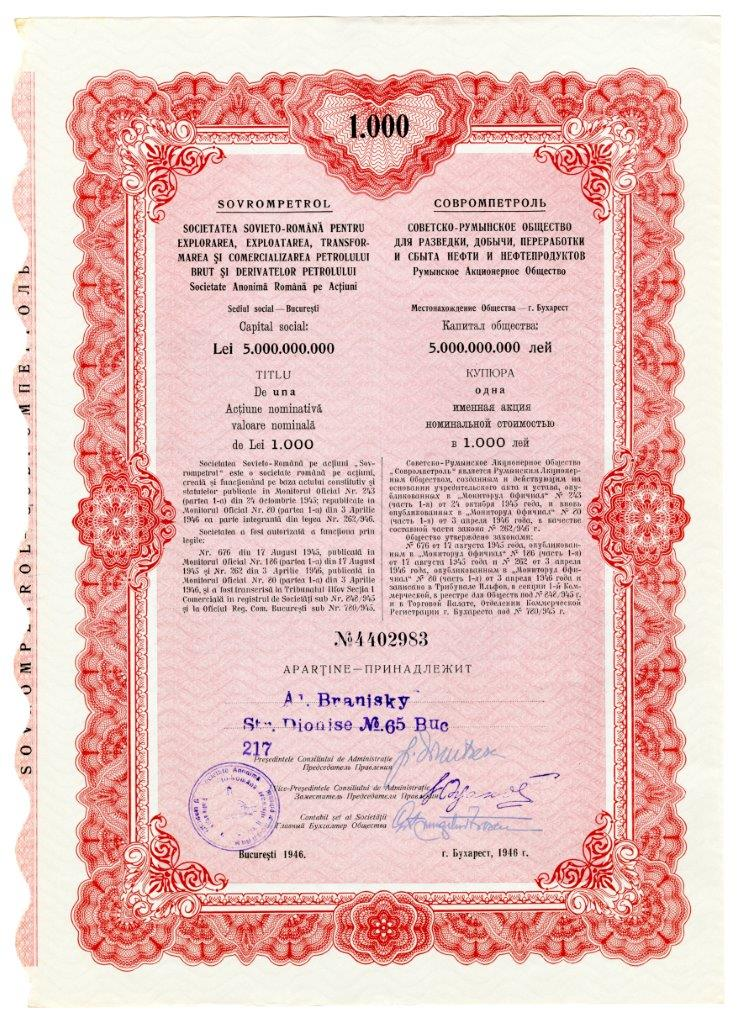
Un certificat d'actions Sovrompetro l nominal de 1 000 lei, à Bucarest, 1946.

Lors de la conférence de Potsdam, L'Union soviétique a repris unilatéralement toutes les usines allemandes et italiennes établies sur le territoire roumain.
Un accord entre les deux pays concernant la création d'entreprises communes est signé à Moscou le 8 mai 1945, à un moment où la Roumanie se retrouve dans un important isolement économique.
Le premier SovRom à être créé (le 17 juillet 1945), était Sovrompetrol, qui avait pour objectif l'exploitation du pétrole dans les régions du comté de Prahova et les raffineries de pétrole de Ploieşti. En 1947, elle assurait environ 30 % de la production totale de pétrole brut et de plus de 36 % du pétrole raffiné, 37 % de la production interne et 38 % des exportations du pays.
Sovrompetrol a été suivi par Sovromtransport et Tars (transport), et plus tard par Sovrombanc (monopole bancaire et commercial), Sovromlemn (transformation du bois), Sovromgaz (gaz naturel), Sovromasigurare (assurance), Sovromcărbune (exploitation du charbon dans la vallée du Jiu et d'autres régions), Sovromchim (industrie chimique), Sovromconstrucţii (matériaux de construction), Sovrommetal (extraction de fer — autour de Reşiţa), Sovromtractor (futur Tractorul, à Brașov), Sovromfilm (importation de productions cinématographiques soviétiques), Sovrom Utilaj Petrolier (production d'équipements de raffinage du pétrole) et Sovromnaval (construction navale à Constanța, Giurgiu et Brăila).
Plus notoirement, Sovromcuarț (ou Sovromquarțit), tout en produisant ostensiblement du quartz, comme son nom l'indique, était en fait engagé dans l'extraction de minerai d'uranium. Sovromcuarț a commencé à opérer en 1950 à la mine Băiţa dans le comté de Bihor, avec un effectif de 15 000 prisonniers politiques. Après que la plupart d'entre eux soient morts d'un empoisonnement aux radiations, ils ont été remplacés par des villageois locaux, qui ne savaient pas ce qu'ils exploitaient. Dans le secret, la Roumanie a livré 17 288 tonnes de minerai d'uranium à l'Union soviétique entre 1952 et 1960, qui a été utilisé, au moins en partie, dans le projet de bombe atomique soviétique . L'extraction d'uranium s'est poursuivie jusqu'en 1961. Tout le minerai a été expédié hors de Roumanie pour y être traité, initialement à Sillamäe en Estonie ; le concentré d'uranium était alors utilisé exclusivement par l'Union soviétique.
En 1952, 85% des exportations roumaines étaient destinées à l'Union soviétique. La valeur totale des marchandises passés par la Roumanie à l'Union soviétique dépassaient de loin les réparations de guerre réclamées, étant estimées à 2 milliards de dollars.
Des circonstances particulières ont également renforcé les effets négatifs des SovRoms sur l'économie roumaine : la grave sécheresse et les épidémies de famine de 1946, associées à la forte dévaluation du leu — aboutissant à une stabilisation forcée par la réforme monétaire (1947).

### Fin
La fin des SovRoms, preuve de l'émancipation relative du Parti des travailleurs roumains du contrôle soviétique, s'est déroulée parallèlement au processus de déstalinisation ; il a été approuvé par Nikita Khrouchtchev et réalisé par Miron Constantinescu (chef du Conseil de planification).
Les discussions visant à réduire les SovRoms ont commencé en mars 1953. La première mesure a été prise en 1954 (par des accords signés en mars et septembre) : les parts soviétiques dans 12 des 16 entreprises ont été reprises par l'État roumain, en échange d'une somme à verser par tranches d'exportations de marchandises (en 1959, la dette était fixée à plus de 35 milliards de lei). Les paiements ont été effectués en 1975. La somme initiale à laquelle la partie soviétique estimait sa contribution était de 9,6 milliards de lei, contrairement aux 2,9 milliards de lei auxquels elle avait été évaluée par des sources roumaines; les discussions sur la question ont réduit la somme à un total de 5,3 milliards de lei, ce qui a été interprété par les deux parties non pas comme un résultat corrigé, mais comme une concession en raison d'irrégularités passées dans les activités de SovRom. Dans le même temps, l'Union soviétique a annoncé qu'elle renonçait à des intérêts dans des entreprises et des équipements autrefois allemands sur le sol roumain, pour lesquels la Roumanie a payé 1,5 milliard de lei à titre de compensation (déduit du total de 5,3 milliards).
Les deux derniers SovRoms restants, Sovrompetrol et Sovromcuarț, ont été dissous en 1956. Cependant, le gouvernement roumain a signé un accord qui remplacerait Sovromcuarț par une nouvelle société d'État qui devait poursuivre l'extraction et le traitement du minerai d'uranium, livrant la totalité de sa production à l'Union soviétique. Cette société successeur a elle-même été dissoute en 1961. L'investissement soviétique à Sovromcuarț a été évalué à une dette de 413 millions de roubles soviétiques, qui devaient être payés par la Roumanie sur une période de 10 ans (à partir de 1961).
Le geste a été utilisé par le premier secrétaire Gheorghe Gheorghiu-Dej, qui avait auparavant assuré l'efficacité du SovRom, comme un moyen de gagner en popularité auprès des citoyens roumains et, en parallèle, de faire connaître le fait que la Roumanie avait développé la majorité des exigences marxistes après avoir achevé la nationalisation.

## Remarques
1. ↑  Cioroianu, p.68, 70
2. ↑  Rîjnoveanu, p.1
3. ↑  Cioroianu, p.68, 71, 73; Rîjnoveanu, p.1
4. ↑  Cioroianu, p.73
5. ↑  Alexandrescu, p.40-41
6. ↑  Cioroianu, pp. 70-71
7. ↑  Alexandrescu, p.39; Rîjnoveanu, p.1
8. 1 2 3 4  Alexandrescu, p.39
9. ↑  Cioroianu, p.68
10. ↑  Alexandrescu, p.39-40; Cioroianu, p.69-70
11. ↑  Banu, p.28-29; Cioroianu, p.70
12. ↑  Khrushchev, p. 720
13. ↑  Banu, p.29; Cioroianu, p.70
14. ↑  Banu, p.30
15. ↑  Cioroianu, p.70
16. 1 2 3  Diehl
17. ↑  Cioroianu, p.372-373
18. ↑  Roper, p.18
19. ↑  Cioroianu, p.71-72
20. ↑  Cioroianu, p.72-74
21. ↑  Cioroianu, p.208
22. ↑  Țiu
23. 1 2  Alexandrescu, p.40
24. 1 2 3  Alexandrescu, p.41
25. ↑  Banu, p. 31; Rîjnoveanu, p.1
26. ↑  Banu, p. 31; Diehl
27. ↑  Banu, p.29
28. ↑  Roper, p.22
29. ↑  Cioroianu, p.71, 74-76; Rîjnoveanu, p.1